# Georg Löbsack
Georg Samuel Löbsack (* 15. Junijul. / 27. Juni 1893greg. in Koblanowsfeld, Russisches Kaiserreich; † 2. Oktober 1936 in Berlin) war ein deutscher Schriftsteller und Journalist.

## Leben
Georg Samuel Löbsack hat von 1907 bis 1910 die Theologische Hochschule Friedensau/Burg, ein Missionsseminar der Siebenten-Tags-Adventisten, besucht und Theologie studiert. Danach arbeitete er als Journalist für verschiedene auslandsdeutsche Zeitungen in Lodz, Moskau und Saratow im Russischen Reich.
Im Ersten Weltkrieg kämpfte er als russischer Soldat an der türkischen Front und erkrankte an Malaria und Typhus. Der Dienst als Soldat deutscher Nationalität in der zaristischen Armee stellte für ihn eine leidvolle Erfahrung dar.
1921/1922 floh Löbsack nach Deutschland, ließ sich in Berlin nieder und gab hier die Zeitschrift „Der Wolgadeutsche“ heraus. Er lebte auch in Magdeburg und redigierte dort seit 1924 zeitweilig das Blatt „Der Harz“. Unter dem Einfluss des Schriftstellers und Germanisten Josef Ponten veröffentlichte er 1936 seinen autobiographischen Roman „Einsam kämpft das Wolgaland“.
Georg Löbsack gilt als Protektor der Wolgadeutschen, für deren Heimatrecht er kämpfte. Während seiner Berliner Zeit organisierte er karitative Hilfe für die hungernde deutsche Bevölkerung an der Wolga. Ihm wird eine deutsch-nationalistische Gesinnung nachgesagt.

## Werke
- Einsam kämpft das Wolgaland: Ein Bericht aus 7 Jahren Krieg und Revolution. Voigtländer, Leipzig 1936.
- Der Heimat verlassene Söhne. Schroeder, Halberstadt 1920.